# Autorretrato (Hans Holbein, o jovem)
Autorretrato é um pequeno desenho do artista e gravador renascentista alemão Hans Holbein, o jovem, concluído por volta de 1542-1543 e conservado na Galeria Uffizi, em Florença. O fundo dourado foi adicionado posteriormente por outro artista. Segundo o historiador de arte John Rowlands, "Embora este desenho tenha sido ampliado em todos os lados e bastante retrabalhado, ainda há muito dele visível para permitir a suposição de que a obra original foi executada por Holbein. A inscrição, também uma adição posterior, evidentemente registra uma ainda anterior, da qual restam leves vestígios."